# Деркач Мирон Пилипович

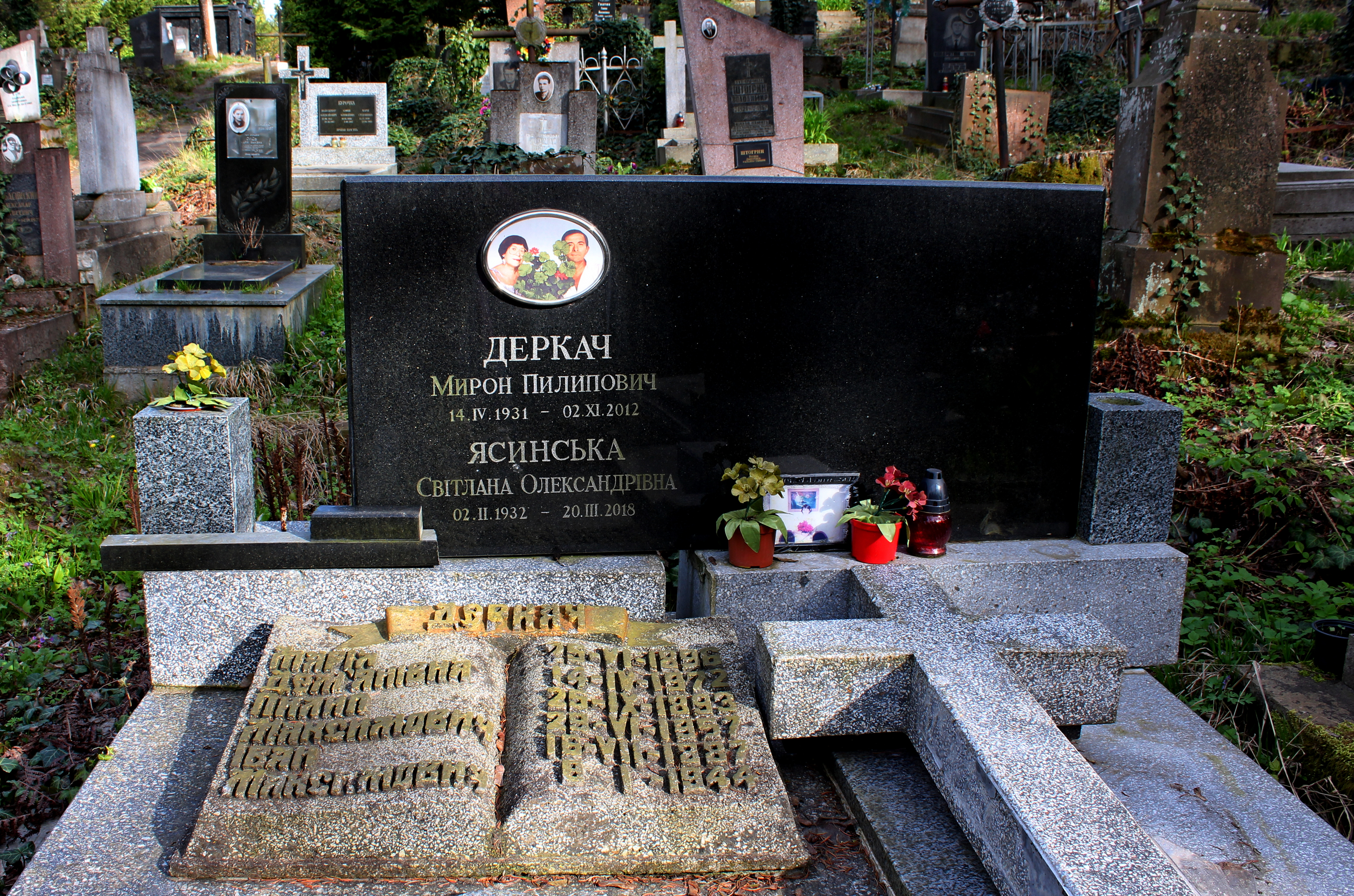

Мирон Пилипович Деркач (14 квітня 1931, м. Львів — 2 листопада 2012) — український фізіолог, біофізик, доктор біологічних наук (1974), професор (1976). Син Пилипа та Марії, брат Олександри Деркачів.

## Життєпис
Мирон Деркач народився 14 квітня 1931 року у Львові.
1952 року закінчив Львівський університет.
Відтоді працював в Alma-mater:
- 1958—1960 — завідувач проблемних лабораторних радіаційних методів у біології;
- 1960—1974 — доцент катедри фізіології людини та тварин;
- 1960—1965, 1968–1974 — декан біологічного факультету;
- 1974—1982 — засновник і завідувач катедри біофізики та математичних методів у біології;
- 1963—1982 — керівник науково-дослідної групи біоніки та моделювання фізіологічних процесів.

Діяльний в ЮНЕСКО: провідний спеціаліст з фундаментальних наук Секретаріату (1982—1983), директор Регіонального бюро для Південної та Центральної Азії (Нью-Делі), представник організації в Індії (1983—1992).
Сфера наукових досліджень — фізика та інформаційні аспекти мовної комунікації, аналіз, синтез і розпізнавання мовних сигналів.
Автор перших навчальних посібників для вищих навчальних закладів українською мовою «Основи біофізики» (1967), «Курс біометрії» (1974), «Курс варіаційної статистики» (1977).
Помер у Львові. похований на 65 полі Личаківського цвинтаря.